# Cteniscus vitticollis
Cteniscus vitticollis är en stekelart som beskrevs av Cresson 1868. Cteniscus vitticollis ingår i släktet Cteniscus och familjen brokparasitsteklar. Utöver nominatformen finns också underarten C. v. hilaretinctus.